# Rudgea francavillana
Rudgea francavillana är en måreväxtart som beskrevs av Johannes Müller Argoviensis. Rudgea francavillana ingår i släktet Rudgea och familjen måreväxter. Inga underarter finns listade i Catalogue of Life.